# Stay Trippy
Stay Trippy é o terceiro álbum de estúdio solo do rapper americano Juicy J. O álbum foi lançado em 23 de agosto de 2013, por Kemosabe Records e Columbia Records. O álbum foi o primeiro álbum solo de Juicy J desde distanciando-se de Three 6 Mafia e juntando Taylor Gang Records Wiz Khalifa, que faz três aparições no álbum. Após o seu lançamento, o Stay Trippy foi recebido com críticas positivas dos críticos de música. O álbum estreou no número quatro no Billboard 200, vendendo 64.000 cópias nos Estados Unidos em sua primeira semana. A partir de 06 de novembro de 2013, o álbum vendeu 138.000 cópias de acordo com a Nielsen SoundScan. O álbum foi apoiado por quatro singles oficiais, o disco de platina "Bandz a Make Her Dance", "Show Out", "Bounce It" e "Talkin' Bout". Os três primeiros traçado sobre os EUA Billboard Hot 100. Ele também foi relativa à permanência Trippy Tour com ASAP Ferg início em 20 de abril de 2013.

## Listas de música
- Créditos adaptado do encarte de Stay Trippy.[2]

| N.º            | Título                                                      | Producer(s)                              | Duração |  |
| 1.             | "Stop It"                                                   | Mike WiLL Made It Marz (co.)             | 3:21    |  |
| 2.             | "Smokin' Rollin'" (featuring Pimp C)                        | Juicy J Crazy Mike                       | 2:36    |  |
| 3.             | "No Heart No Love" (featuring Project Pat)                  | Young Chop                               | 4:03    |  |
| 4.             | "So Much Money"                                             | Lex Luger Juicy J (co.) Crazy Mike (co.) | 3:31    |  |
| 5.             | "Bounce It" (featuring Wale and Trey Songz)                 | Dr. Luke Cirkut Baby E                   | 4:20    |  |
| 6.             | "Wax"                                                       | Juicy J Crazy Mike                       | 3:33    |  |
| 7.             | "Gun Plus a Mask" (featuring Yelawolf)                      | Juicy J Crazy Mike                       | 3:23    |  |
| 8.             | "Smoke a Nigga" (featuring Wiz Khalifa)                     | Mike WiLL Made It                        | 4:17    |  |
| 9.             | "Show Out" (featuring Big Sean and Young Jeezy)             | Mike WiLL Made It J-Bo (co.)             | 4:29    |  |
| 10.            | "The Woods" (featuring Justin Timberlake and Timbaland)     | Timbaland                                | 4:20    |  |
| 11.            | "Money a Do It"                                             | Juicy J Crazy Mike                       | 3:56    |  |
| 12.            | "Talkin' Bout" (featuring Chris Brown and Wiz Khalifa)      | ID Labs SAP Ritz Reynolds                | 4:21    |  |
| 13.            | "All I Blow Is Loud"                                        | Lex Luger                                | 3:38    |  |
| 14.            | "Bandz a Make Her Dance" (featuring Lil Wayne and 2 Chainz) | Mike WiLL Made It J-Bo (co.)             | 4:38    |  |
| 15.            | "Scholarship" (featuring ASAP Rocky)                        | Dr. Luke                                 | 3:29    |  |
| 16.            | "If It Ain't"                                               | Lex Luger                                | 3:44    |  |
| Duração total: | Duração total:                                              | Duração total:                           | 61:37   |  |

| Deluxe edition (bonus tracks) |                                              |                             |         |  |
| N.º                           | Título                                       | Producer(s)                 | Duração |  |
| 17.                           | "One Thousand" (featuring Wiz Khalifa)       | Recollect                   | 3:25    |  |
| 18.                           | "Having Sex" (featuring Trina and 2 Chainz)  | Supa Dups Nineteen85 (co.)  | 3:44    |  |
| 19.                           | "One of Those Nights" (featuring The Weeknd) | Danny Boy Styles The Weeknd | 4:17    |  |
| Duração total:                | Duração total:                               | Duração total:              | 73:03   |  |